# A&E (canal de televisão)
A&E (abreviação para Arts & Entertainment) é uma rede de televisão transmitida por servidores de televisão a cabo ou satélite.
Seus edifícios empresariais principais se localizam em Manhattan, com demais escritórios em Stamford, Atlanta, Detroit, Los Angeles, Chicago e Londres.
A sigla "A&E" significa "Arts and Entertainment" ("artes e entretenimento"), sendo este o nome completo do canal durante muitos anos. Seu slogan no Brasil, Ação e emoção, usado anteriormente é uma interpretação dessa sigla.

## História
A&E foi originalmente um bloco de programação que decorreu de 1981 até 1985 no canal estadunidense Nickelodeon. O canal foi originalmente chamado ARTS até que se fundiu com a Entertainment Network no início de 1984. Em 1985, o tempo em que antes o bloco da A&E era transmitido na Nickelodeon, foi substituído pelo bloco Nick at Nite. Em 4 de setembro de 2006, foi feita a primeira transmissão em alta definição de 1080i no canal.